# Clemens von Zimmermann

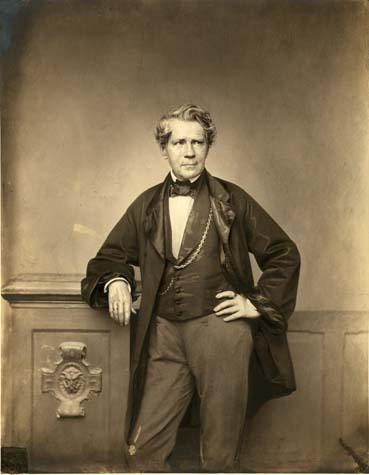
Clemens Zimmermann.

Clemens von Zimmermann, född den 8 november 1789 i Düsseldorf, död den 25 januari 1869 i München, var en tysk målare.

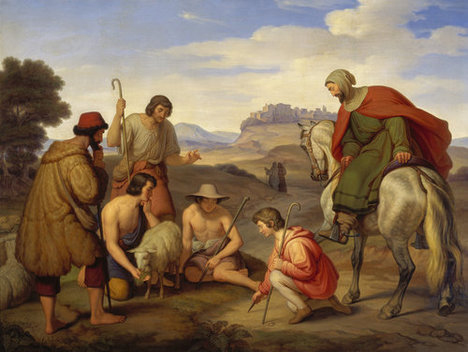
Cimabue och den unge Giotto, 1841.

von Zimmermann studerade i Düsseldorf och München, blev professor vid konstskolan i Augsburg, reste 1816 första gången till Italien och studerade Rafael, varefter han, hemkommen, målade Madonna med barnet och den lille Johannes. Därpå biträdde han med målningarna i Glyptoteket i München under Cornelius, prydde residensets matsal med bilder ur Anakreons sånger och utförde, efter Cornelius skisser, i Pinakotekets loggier cykeln Konstens historia. Han målade även tavlor i olja, dels med heliga, dels med profana ämnen: Sankta Katarinas förmälning, Sankta Cecilia och Cimabue, som finner den lille Giotto (i Pinakoteket) samt porträtt.